# Bakteriocita
A bakteriocita vagy micetocita specializálódott adipocita (zsírsejt), ami egyes rovarcsoportokban, köztük levéltetvekben, cecelegyekben, svábbogarakban fordul elő. 
Bakteriociták konkrétan három rovartaxon szerveiben találhatók: ezek a csótányok, a félfedelesszárnyúak (pl. levéltetvek) és a bogarak. A bakteriocita sejtek elsődleges endoszimbionta baktériumoknak adnak szállást, például a Buchnera proteobaktériumnak, melyek aminosavakat és más vegyi anyagokat termelnek a gazda számára. A bakteriociták önálló szervet is alkothatnak, melyet bakteriómának neveznek. A bakteriociták vertikálisan, anyai úton adódnak át a következő nemzedékbe. Egyes esetekben a baktériumok a petén keresztül jutnak át az új gazdaszervezetbe (pl. a Buchnera esetében is); egy másik megoldás, amit a Wigglesworthia is alkalmaz, hogy a fejlődő rovarembrió a nőstény által kiválasztott tejszerű anyagot szopogatva „fertőződik meg” a baktériummal.

## Fordítás
- Ez a szócikk részben vagy egészben a Bacteriocyte című angol Wikipédia-szócikk ezen változatának fordításán alapul.  Az eredeti cikk szerkesztőit annak laptörténete sorolja fel. Ez a jelzés csupán a megfogalmazás eredetét és a szerzői jogokat jelzi, nem szolgál a cikkben szereplő információk forrásmegjelöléseként.